# Russula acrifolia
La Russula acrifolia è una specie comune di fungo che si può riconoscere per il viraggio della carne, che diventa rossastra prima di annerire, e per il sapore acre delle lamelle.

## Caratteristiche della specie
Cappello
5–15 cm,  convesso, duro, carnoso, depresso a maturità; margine involuto; cuticola di colore bruno-seppia con margine più chiaro, separabile solo al margine.
Lamelle
Fitte, forcate, adnate, color bianco-crema, annerenti a partire dal filo, acri all'assaggio, intercalate da numerose lamellule.
Gambo
Robusto, bianco, al tocco diventa rosso e poi bruno-fuligginoso.
Carne
Bianca, rosata all'aria, poi grigia ma non nera.
- Odore: subnullo.
- Sapore: acre nelle lamelle, dolce altrove.

## Microscopia
Spore6-9 x 6-7 µm, ovoidali o ellissoidi, verrucose o reticolate;
Cistidida fusiformi a subcapitati;
Dermatocistidilarghi 5-6 µm, cilindrici, spesso con estremità diverticolata.

## Habitat
Cresce prevalentemente sotto latifoglie.

## Commestibilità
Non commestibile.

## Etimologia
Dal latino acris = acre e folia = foglie, lamelle, cioè dalle lamelle acri.

## Sinonimi e binomi obsoleti
- Russula acrifolia Romagn., Bull. mens. Soc. linn. Lyon 31: 173 (1962)
- Russula densifolia sensu NCL (1960), Rayner (1985); fide Checklist of Basidiomycota of Great Britain and Ireland (2005)